# Noble Okello
Noble Okello Ayo (* 20. Juli 2000 in Toronto, Ontario) ist ein kanadischer Fußballspieler ugandischer Abstammung auf der Position eines Mittelfeldspielers. Seit 2016 spielt er für Toronto FC II, das zweite Profiteam des Major-League-Soccer-Franchises Toronto FC, mit Spielbetrieb in der United Soccer League (USL).

## Vereinskarriere
Noble Okello wurde am 20. Juli 2000 in der Millionenstadt Toronto in der kanadischen Provinz Ontario geboren und wuchs englischsprachig auf. Er stammt aus einer fußballbegeisterten Familie; sein Onkel ist Anthony Atine und sein Cousin Tony Awor, ein heute in Großbritannien beheimateter Fußballagent und -berater. Mit sechs Jahren begann er seine Fußballlaufbahn beim Nachwuchsverein North York Hearts Azzurri. Im Alter von zwölf Jahren schaffte er im Jahre 2013 den Sprung in die Akademie des Major-League-Soccer-Franchises Toronto FC, nachdem er vom Jugendausbildungsverein Mooredale SC gekommen war. Fortan durchlief er sämtliche Nachwuchsspielklassen an der TFC Academy und kam ab dem Spieljahr 2016 zu Einsätzen für die ebenfalls TFC Academy U-20-Mannschaft des Franchises. Im Endklassement rangierte er mit der Mannschaft auf dem sechsten und damit vorletzten Platz der Great Lakes Division, einer von zwei parallel laufenden Staffeln in der Central Conference, die selbst eine von vier parallel laufender Staffeln innerhalb der viertklassigen Premier Development League (PDL) ist.
Im Spieljahr 2017, nachdem sich die U-20-Mannschaft in Toronto FC III umbenannt hatte, brachte es der großgewachsene Mittelfeldakteur auch zu regelmäßigen Einsätzen in der semiprofessionellen League1 Ontario, in der das Team fortan in Erscheinung trat. Am 15. September 2017 unterzeichnete er als bisher 29. Spieler aus der Akademie des Toronto FC einen Profivertrag und wurde von Toronto FC II, dem zweiten Profiteam des MLS-Franchises, verpflichtet. Am 7. Oktober 2017 gab Okello sein Pflichtspieldebüt für die Mannschaft und absolvierte zugleich sein Profidebüt, als er bei einer 2:4-Auswärtsniederlage gegen den Bethlehem Steel FC in der 71. Spielminute von Trainer Jason Bent als Ersatz für Brian James aufs Spielfeld geschickt wurde. Eine Woche später saß er bei einer 3:4-Auswärtspleite gegen den FC Cincinnati ein weiteres auf der Ersatzbank, wurde jedoch nicht eingesetzt. Bislang (Stand: 11. Februar 2018) blieb es für ihn bei einem einzigen Profieinsatz.
Nach dem Ende der United Soccer League 2017 wurde Noble Okello zusammen mit seinem gleichaltrigen Teamkollegen Zakaria Abdi zum Probetraining beim deutschen Bundesligisten VfL Wolfsburg eingeladen. Hier absolvierte am 10. Januar 2018 die vollen 90 Minuten bei einem 2:1-Sieg der U-19-Mannschaft über den Halleschen FC und erzielte in diesem Spiel das Tor zum 1:1-Ausgleich. Nach einem weiteren erfolgreichen Einsatz unter Nachwuchstrainer Thomas Reis holte ihn der Toronto FC jedoch wieder nach Nordamerika zurück, um die Saisonvorbereitung auf die Major League Soccer 2018 zu bestreiten. Mit dem MLS-Franchise und amtierenden MLS-Meister startete er am 22. Januar 2018 in Los Angeles, Kalifornien, in die Saisonvorbereitung und kam im Januar und Februar 2018 zu einer Reihe von Testspieleinsätzen.

## Nationalmannschaftskarriere
Im Alter von 16 Jahren kam er erstmals für eine Nachwuchsnationalmannschaft der Canadian Soccer Association zum Einsatz. Unter dem ehemaligen Profispieler Paul Stalteri nahm er im September 2016 an einem Trainingscamp der kanadischen U-17-Nationalmannschaft in Panama teil. Danach kam er Ende Oktober 2016 an einem Auswahlcamp in Vaughan und Ende November 2016 an einem U-17-Programm auf Jamaika zum Einsatz. Im April 2017 kam er zu seinem eigentlich Debüt für die kanadische U-17-Auswahl, als er sein Heimatland bei der CONCACAF U-17-Meisterschaft des Jahres 2017 in Panama repräsentierte. Mit den automatisch qualifizierten Kanadiern bestritt er alle drei Gruppenspiele und schied als Dritter der Gruppe B frühzeitig aus dem Turnier aus.